# Incarnate (The Obsessed)
| Recensione      | Giudizio |
| --------------- | -------- |
| All Music Guide |          |

Incarnate è una compilation del gruppo doom metal dei The Obsessed. In essa sono incluse tracce provenienti da diversi loro lavori discografici: Sodden Jackal, Altamont Nation, la compilation What the Hell! pubblicata dalla Hellhound Records e alcune demo inedite. Il disco comprende anche due cover: On the Hunt dei Lynyrd Skynyrd e Inside-Looking Out dei The Animals, già reinterpretata dai Grand Funk Railroad.

## Tracce
1. Yen Sleep  – 4:26
2. Concrete Cancer  – 3:05
3. Peckerwood Stomp  – 2:12
4. Inside-Looking Out (John Avery Lomax, Alan Lomax, Eric Burdon, Chas Chandler)   – 6:17
5. Mental Kingdom  – 2:55
6. Sodden Jacken  – 4:15
7. Iron & Stone  – 2:58
8. Indestroy  – 1:29
9. Streetside  – 4:24
10. Mourning  – 3:54
11. Spirit Caravan  – 3:09
12. Skybone  – 4:09
13. On the Hunt (Allen Collins, Ronnie Van Zant)  – 5:00
14. River of Soul (live)  – 4:30
15. Climate of Despair  – 3:04
16. Decimation  – 4:18
17. Fears Machine  – 3:40
18. Field of Hours  – 8:09
19. Streetside (video) – 7:32

## Crediti
- Scott Weinrich - voce e chitarra
- Scott Reeder - basso
- Guy Pinhas - basso
- Greg Rogers - batteria
- Mark Laue - basso
- Dale Crover - batteria e cori
- Ed Gulli - batteria